# 颱風柯娜 (1966年)
颱風柯娜（英語：Typhoon Cora）是1966年太平洋台风季中的其中一個热带气旋，風暴於8月30日在關島西方附近海域形成，在9月9日消散，維持了約10日。柯娜先後影響美治琉球宮古島、臺灣和中國大陸福建省，並為宮古島和彭佳嶼帶來當時破紀錄的風速。後來日本氣象廳因宮古島的破紀錄風速，而為它命名為第二宮古島颱風，是為氣象廳十個命名颱風其中之一。

## 氣象歷史
位於關島西方海域的一個低壓區在8月30日增強為熱帶低氣壓並朝西北方向移動，其後增強為熱帶風暴和獲命名為「柯娜」，當時氣壓為992百帕。9月1日，柯娜來到北緯16度、東經137度海面，進一步增強為颱風，氣壓跌至965百帕，兩日後風速達每秒66.9米，氣壓再跌至934百帕。柯娜於日本時間9月5日晚上，以巔峰強度每秒72米、氣壓917百帕到達宮古島。當時因北方淺槽關係，一度有偽裝轉向的姿態，但未幾折回西北偏西路徑。柯娜之後保持強度，經东海持續向西北偏西移動，到9月7日上午7時在中国福建省宁德市霞浦县牙城镇登陸，登陸時最低氣壓970百帕、最大持續風速每秒37米。由於地形因素，它很快便減弱為熱帶風暴，並轉向東北移動，翌日在江苏省以熱帶低氣壓強度出黃海，最終在韓國首爾東南方轉化為溫帶氣旋。

## 影響

### 美治琉球
柯娜為琉球群島部分地區帶來超過200毫米降水量。根據日本氣象廳9月4日至6日的測量，以石垣島為最多者，期間降水量為324.7毫米，其次是宮古島的296.1毫米。而風勢方面，以宮古島（最大風速每秒60.8米，最大瞬間風速每秒85.3米）和與那國島（最大風速每秒28.2米，最大瞬間風速每秒49.8米）最為猛烈，其中前者的最大瞬間風速遠遠拋離後者，並破日本歷來紀錄，直到現今仍維持日本觀測史上首位，至於最大風速也是觀測史上第七位，宮古島同時錄到當時最低海面氣壓928.9百帕。
總括當地災情，氣象廳公佈這場風災中無人死亡、41人傷，另造成住家損壞7,765棟、浸水30棟，其中宮古島過半數住家受損，另有逾七成甘蔗報銷，農作物受嚴重破壞。後來氣象廳因破紀錄風速，而欲為此颱風命名為「宮古島颱風」，但當時屬美治琉球政府郵政局的琉球氣象台，早已為1959年的颱風莎拉定下此名，所以最終定名為「第二宮古島颱風」，同時承認莎拉為「宮古島颱風」。

### 臺灣
當地發布之颱風警報：海上陸上颱風警報
柯娜是該年侵臺第三個颱風，其邊緣令臺灣北部稍受損害，並造成三死八傷。另有房屋全倒17間、半倒42間。此外，有五千人因風暴需要疏散，經濟損失為新台幣418.6萬元。中央氣象局9月3日晚為此發佈海上颱風警報，翌日早上發佈陸上颱風警報，到7日早上先後解除陸上和海上警報。
平地錄得最高風速者為臺北縣淡水（每秒19米），而外海方面則為基隆市中正區彭佳嶼氣象站，錄得自1949年以來最大持續風力每秒62.7米，陣風每秒75米的新高。不過因為風暴異常強勁，彭佳嶼氣象站的後窗被吹破，外來雨水淋濕風速自記紙，自記筆尖穿破紙張而無法繼續記錄，因此交通部中央氣象局估計，最高陣風可能高達每秒80米。豪雨集中在大安溪以北地區，最大總雨量為陽明山管理局北投鎮鞍部氣象站，有541.6毫米。

### 中國大陸
9月6至7日，全福建省有20縣市最大持續風達8級以上，絕大多數集中於閩江口以北沿海，其中台山列島的最大陣風測得每秒40米以上。霞浦縣內有10區2300座房屋受風暴潮破壞而化為廢墟，有40村基本遭毀，風暴潮隨後湧進城關；福鼎縣沿海有4萬餘人無家可歸。寧德縣三都澳千噸重的鋼鐵碼頭設施遭風暴潮和強風捲上岸緣。據霞浦、寧德、羅源、連江4個重災縣不完全統計，由於當地在此颱風襲閩的四日前，甫受先前颱風愛麗斯（當地稱「第14號颱風」）重創，兩者造成26.5萬人受災，倒塌房屋21218座又13668間，損毀房屋62855座又1383間，總計有269人罹難，52人失蹤，2918人受傷。
浙江東部普遍測得持續每秒20至30米的風力，其中南麂列島、大陳島測得每秒40米以上，寧波市和舟山專區均出現洪水。另外，江蘇省淮河以南地區出現大規模強降雨，南部地區更出現持續8至10級的持續風，鎮江、蘇州、南通等專區損失嚴重。

## 參閱
- 1966年太平洋颱風季
- 颱風莎拉 (1959年)：同樣影響琉球的颱風，琉球氣象台為它命名為「宮古島颱風」，並獲日本氣象廳承認。
- 颱風黛娜 (1968年)：同樣影響琉球的颱風，日本氣象廳為它命名為「第三宮古島颱風」。

## 外部連結
- 日本氣象廳：第二宮古島台風 （页面存档备份，存于）
- 數碼颱風：颱風196618號 (CORA) （页面存档备份，存于）
- 臺灣交通部中央氣象局：1966 CORA 寇拉颱風 （页面存档备份，存于）